# Willycranes
Willycranes är en åländsk rockgrupp som bildades 1994 under namnet Spud. 2000 byttes namnet till Willycranes. Gruppen blandar punk, garagerock, hårdrock och rock ’n’ roll.

## Medlemmar
- Billy Hill – Leadsång och gitarr (1994-)
- Reverend Jesus Chrysler – Bas och sång (1994-)
- Dixon – Trummor (1994-)
- Cohones Pistolero – Leadgitarr och sång (2000-)

## Diskografi

### Album
- 2001 Happy Motoring / Punk Spark
- 2003 Gone Fighting / Punk Spark
- 2003 Happy Motoring/Gone Fighting / ZYX Music/Punk n’ Drunk (GAS, Benelux, France)
- 2005 Happy Motoring/Gone Fighting / Lokomotive Records/Ryko Distribution (USA)
- 2009 Domestic Disturbance / Punk Spark

### Dessutom medverkar bandet på
- 2004 A=Alternativ/ ZYX Music / Punk n’ Drunk
- 2004 Punk n’ Roll-A-Licious / ZYX Music/Punk n’ Drunk
- 2004 Make Some Noise! / ZYX Music/Punk n’ Drunk
- 2005 Happy Motoring/Gone Fighting/League Of Fools w/ Bettie Ford/ ZYX Music/Punk n’ Drunk

### Demo
- 1998 Alumium
- 1999 Maker